# Vetus Latina
Vetus Latina (« vieille [traduction] latine ») ou encore Vetus Itala (« vieil Italien »), Itala (« Italien ») est le nom collectif des anciennes versions latines des textes bibliques réalisées à partir des textes grecs.
Ces versions ont précédé la traduction initiée par Jérôme de Stridon (382-405 AD), qui produisit la majorité de la compilation appelée Vulgate (« [traduction] commune ») latine. La Vulgate finit par évincer les anciennes versions dans l'usage des Églises chrétiennes latines.
La Vetus Latina n'est conservée que très partiellement. Les versions provenant d'Afrique portent le nom collectif Afra ; celles d'Europe Itala.

## De laVetus Latinaà laVulgate

### Première(s) Bible(s) en latin
La Vetus Latina est la plus ancienne version en latin de la Bible. On disposait, au début du christianisme, de versions de la Bible en grec ancien, une langue souvent comprise à Rome, mais pas en Afrique ni en Espagne. Dans ces pays d'expression latine, la traduction de la Bible en latin s'est donc fait rapidement sentir, et les chrétiens ont très vite utilisé des traductions latines de la Bible juive (traduite en grec ancien et connue sous le nom de Septante) et du Nouveau Testament (initialement composé en grec ancien),.
On ne sait toutefois pas où et quand sont apparues les premières traductions. Les premières  attestations claires d'une Bible en latin nous viennent de Tertullien et de Cyprien de Carthage, auteurs du IIIe siècle. Mais ces traductions furent nombreuses: au IVe siècle, Augustin d'Hippone se plaint de ne pas pouvoir compter le nombre de traducteurs, ce qui créait de la confusion et poussa Augustin à recommander d'utiliser l'Itala, c'est-à-dire la version en usage dans la péninsule italique.
On appelle Vetus Latina cette ancienne Bible latine, sans que l'on puisse clairement déterminer s'il y avait, à l'origine, une ou plusieurs traductions. En revanche, il est établi que la Vetus latina était une traduction du grec, mais il ne reste que des fragments de cette version.

### Révision de laVetus Latina

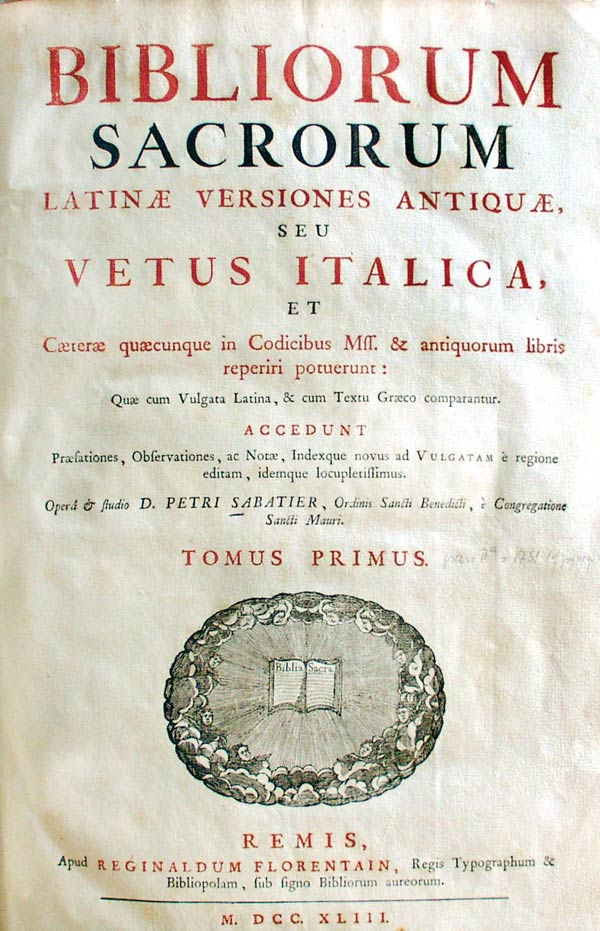
Vetus italica, édition de (m. en 1742).

D'une manière générale, ces traductions, réalisées en divers endroits par des traducteurs différents, sont fort diverses, et bientôt le pape Damase Ier (366-384) décide de réviser le texte latin de la Bible, désireux qu'il est de donner une version uniforme à toute l'Église. Il confie cette tâche à Jérôme de Stridon, connu pour son érudition et son étude approfondie de la Bible. Le travail de ce dernier se porte sur le Nouveau Testament (Jérôme avait déjà entrepris, au cours de son séjour, à Rome (382-385), une révision de la traduction des Évangiles), puis sur l'Ancien Testament, d'abord à partir de la version des Septante, puis de la version en hébreu de la Bible,. L'Église va adopter cette révision qui prendra bientôt le nom de Vulgate,
La Vulgate s'impose vraiment à partir du VIIe siècle, puis, à partir du XIIIe siècle, elle est considérée comme la vulgata versio (« texte communément employé »); en 1546, le Concile de Trente qualifie cette dernière de traduction authentique (mais il s'agit alors d'une version augmentée de traductions latines qui ne sont pas dues à Jérôme),.
Alain de Libera souligne que « [l]a Vetus latina n'est pas la Vulgate latine, et ni l'une ni l'autre ne recouvrent la moderne Bible de Jérusalem ».

## Importance de laVetus Latina
L'ensemble des textes connus comme Vetus Latina sont très importants pour l'histoire de l'Église primitive et celle de la transmission de la Bible, dans la mesure où nombre de ces traductions en vieux latin ont été réalisées sur des manuscrits grecs qui ont disparu. Ils constituent donc un témoignage sur l'établissement de la Bible qui, sans eux, serait perdu. De plus, l'étude de la langue et de l'histoire de ces documents nous livre des informations sur le contexte social des premières communautés chrétiennes et sur la propagation de l'Église.
En outre, on l'a vu plus haut, la Vulgate ne s'est imposée que lentement comme la principale Bible latine, et durant toute cette période, on a continué à avoir recours aux versions en vieux latin dont certaines traductions se retrouvent dans manuscrits bibliques, dans les écrits des Pères de l'Église et dans les liturgies chrétiennes primitives.

## Étude des sources
Un prêtre bavarois, Joseph Denk, entreprit, à la fin du XIXe siècle, de collecter les citations de la Bible latine dans les écrits des Pères de l’Église. La collection de Denk, comportant plusieurs centaines de milliers de fiches, a été léguée à l’abbaye majeure de Beuron.
En 1945 le moine bénédictin Bonifatius (Peter Paul) Fischer (1915–1997) fonda le Vetus-Latina-Institut au sein de l'abbaye majeure de Beuron, en Allemagne. Le but de cet Institut est la collecte et l'édition de tous les restes des anciennes versions latines qui constituent la Vetus Latina. L'édition est prévue en 27 volumes.
À présent, l'Institut travaille en collaboration avec l'université catholique de Louvain, en Belgique.